# UIL Pensionati
L'Unione Italiana Lavoratori Pensionati (Uilp) è il sindacato di categoria che associa gli anziani e i pensionati della Confederazione sindacale Unione italiana del lavoro (Uil).
La Uilp ha oggi circa 600mila iscritti (di cui oltre 20.000 residenti all’estero). Le donne costituiscono circa il 53% degli iscritti.

## Attività
LA UILP si occupa di difendere, rivendicare e promuovere il diritto degli anziani e dei pensionati alla sicurezza economica in un sistema previdenziale equo. Data la sua specifica categoria è caratteristico l'impegno per le tematiche inerenti al benessere e alla salute, l'equità fiscale e sociale. Un altro obbiettivo è relativo alle tematiche dell'inclusione e della qualità sociale degli anziani e all'educazione e alla formazione per tutto l'arco della vita.

## Segreteria nazionale
Il Segretario generale è
Carmelo Barbagallo
I componenti della Segreteria nazionale sono:
Livia Piersanti
Pasquale Lucia (Segretario Organizzativo)
Francesca Salvatore
La tesoriera nazionale è:
Cecilia De Laurenzi